# Hackbrett

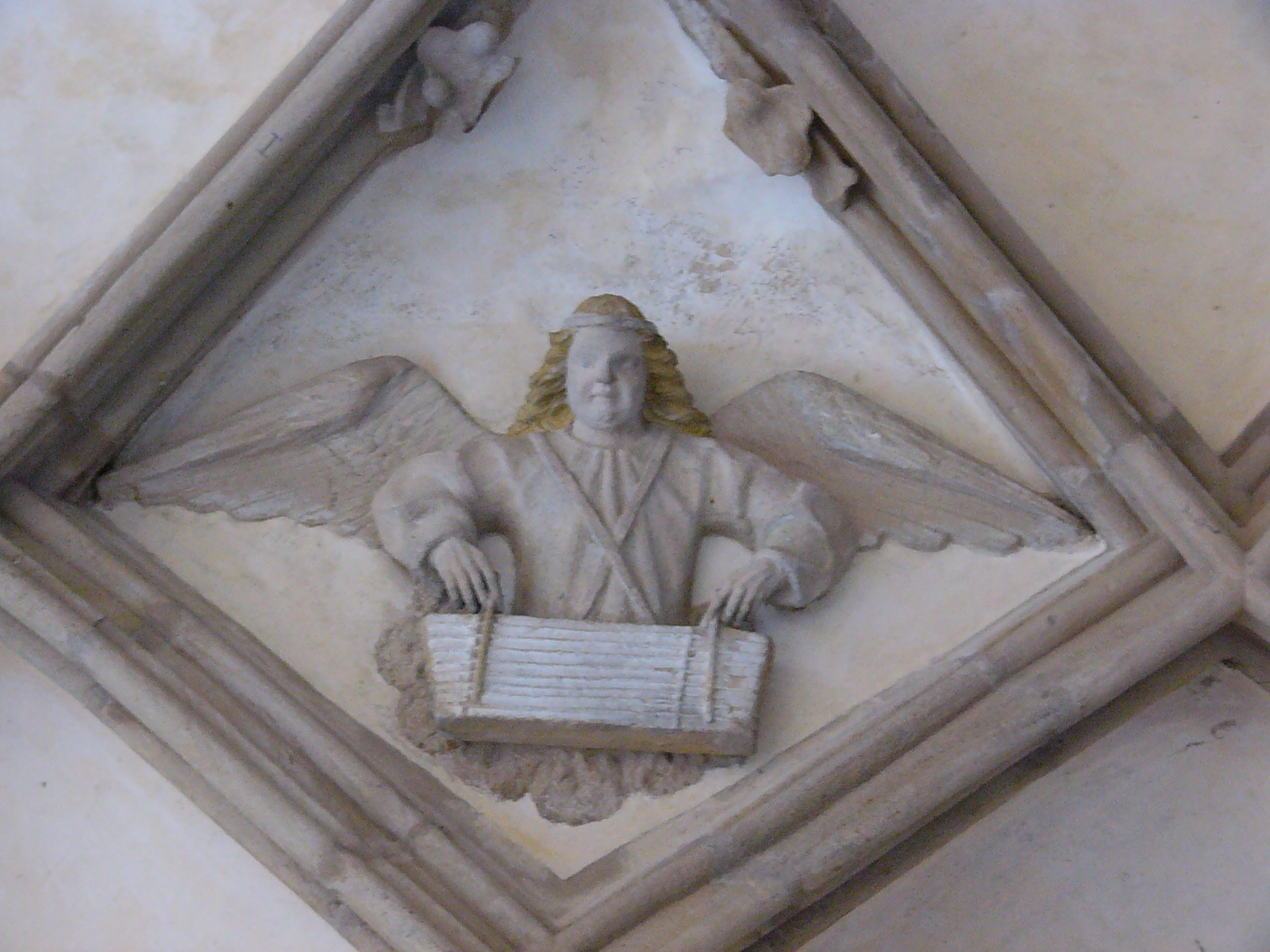
Engelsdarstellung mit Hackbrett im Kloster Himmelkron

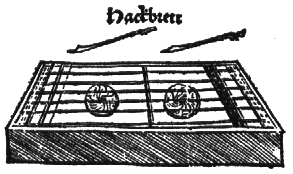
Hackbrett nach Virdung 1511

Das Hackbrett ist ein Typ einer Kastenzither, deren Saiten mit Klöppeln angeschlagen werden. Die Klöppel oder Schlägel bestehen aus Holz und können mit Leder oder Filz überzogen sein. Hackbretter sind Saiteninstrumente, die nach der Art der Tonerzeugung auch zu den Schlaginstrumenten gezählt werden. Zwischen Nordamerika, West- und Osteuropa, dem Mittleren und dem Fernen Osten sind regional unterschiedliche Formen von Hackbrettern verbreitet. Unter der deutschen Bezeichnung „Hackbrett“ werden im engeren Sinn Formvarianten verstanden, die in der alpenländischen Volksmusik beheimatet sind.

## Form
Das Instrument kann Trapez-, Halbtrapez-, Rechteck- oder Flügelform aufweisen. Moderne Instrumente haben die Form eines gleichschenkligen Trapezes. Darüber laufen meist über zwei Stege Metall-Saiten. Pro Ton sind in der Regel zwei, drei oder mehr Saiten gruppiert, das Hackbrett ist also zwei-, drei-, vier- oder fünfchörig. Die Saiten werden mit Stimmwirbeln gestimmt. Bauart und Auswahl der Schlägel haben eine wesentliche Auswirkung auf die Klangfarbe. Zur Erzielung besonderer Effekte kann man die Saiten auch mit den Fingern zupfen (Pizzicato).

## Geschichte

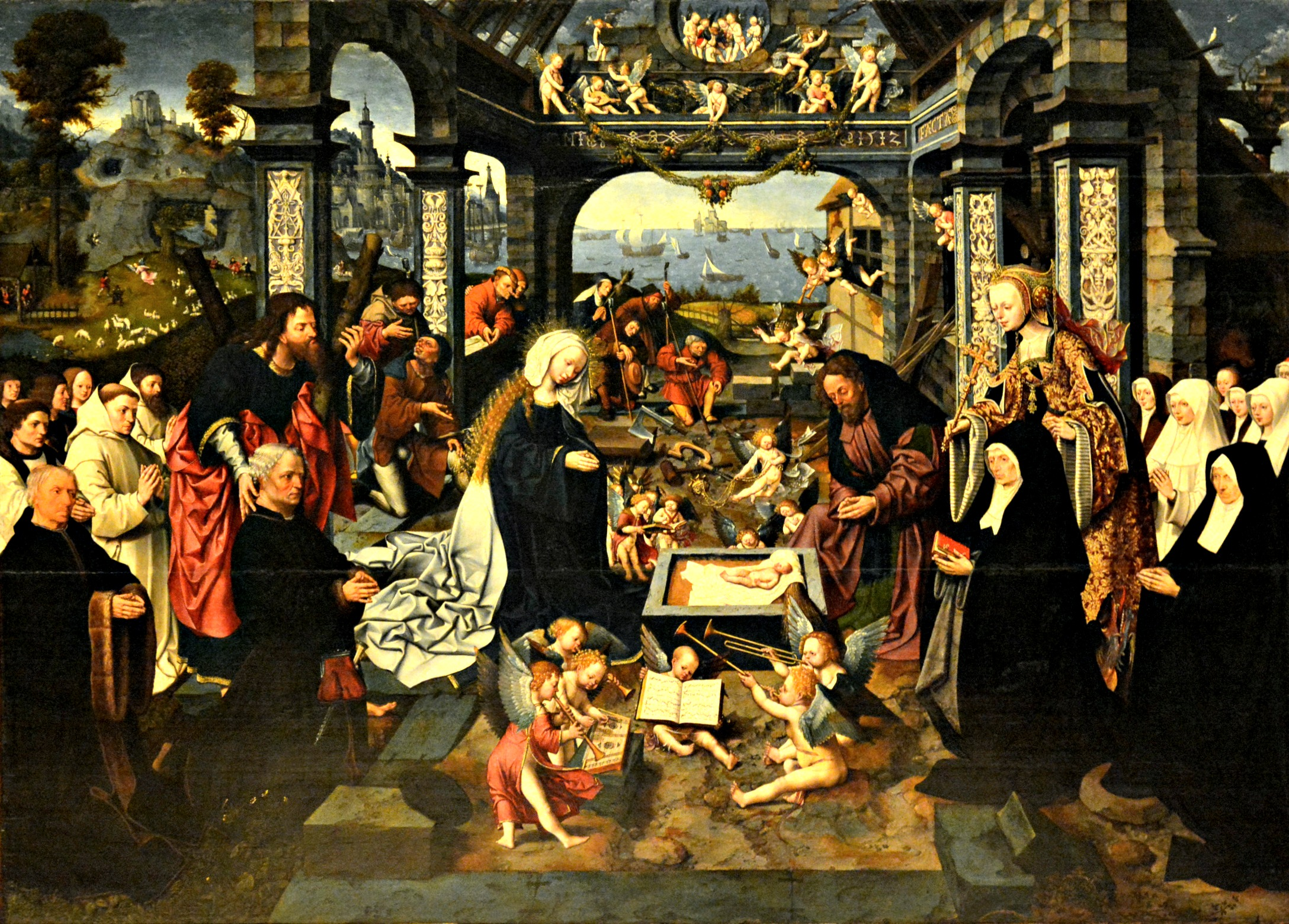
Auf dem Gemälde Anbetung des Christuskindes von Jacob Cornelisz. van Oostsanen, 1512, spielt ein Engel Hackbrett. (Mitte, unten)

Das Hackbrett könnte aus dem Byzantinischen Reich nach Europa gekommen sein; jedoch gibt es vor der Mitte des 15. Jahrhunderts kaum Hinweise auf seine Existenz. Die älteste bekannte Abbildung, die sich zuverlässig als Hackbrett identifizieren lässt, ist ein Medaillon auf dem Elfenbeindeckel des byzantinischen Melisende-Psalters, der um 1140 datiert wird. Darauf ist König David zu sehen, der mit zwei Stöckchen ein trapezförmiges Saiteninstrument schlägt. Ein direkter organologischer Bezug zu den erst 300 Jahre später, Anfang des 15. Jahrhunderts, in Mitteleuropa auftauchenden, rechteckigen Hackbrettern ist zweifelhaft. Als eher wahrscheinlich gilt eine eigenständige europäische Entwicklung dieses Typs mit dieser Spielweise.
Paul M. Gifford (2001) meint, Voraussetzung für die Schlagtechnik bei Saiten sei ein gezogener Stahldraht, den es erst seit dem 14. Jahrhundert gebe. Geschmiedeter Draht sei für Musikinstrumente ungeeignet, und Darmsaiten ergäben gezupft einen besseren Klang. Ein Einfluss aus dem Nahen Osten liegt allerdings für einen der Vorläufer des Hackbretts nahe, das Psalterium. Gifford datiert das Psalterium seit dem 11. Jahrhundert, es wurde aus den genannten Klanggründen eher gezupft als geschlagen.
Die Version, die sich in Frankreich aus dem Psalterium entwickelte, wurde auf Französisch doulcemèr genannt, dieser Name stammt vermutlich vom lateinischen dulce melos, „süßes Lied“ oder „lieblicher Klang“. Im englischen Sprachraum heißt das Hackbrett heute noch dulcimer. Anscheinend wurde die deutsche Bauform jedoch populärer als die französische. Zweifelsfrei belegt ist das Hackbrett seit 1370 in einer Reihe mitteleuropäischer Darstellungen als langgestrecktes Bassinstrument, das zunächst mit nur einer, später mit bis zu drei Saiten bezogen ist. Der Korpus des Instruments wurde beim Spielen an der Schulter angelehnt. Dieses mitteleuropäische (deutsche) Hackbrett hat sich aus der string drum, dem tambourin à cordes oder Saitentamburin entwickelt, einem mit einem Stock geschlagenen Instrument, oft nur mit einer Saite, das auch heute noch in der Provence von Musikanten gespielt wird, die gleichzeitig dieses Instrument und eine Einhandflöte (galoubet) spielen. Daraus entstand das heute überwiegend gespielte Hackbrett.
Um 1450 werden die Bezeichnungen Dulce Melos (lateinische Traktate), Doulcemer und Hackbrett (1447 in einem Zürcher Ratsbuch) verwendet. Ein Kupferstich von 1470 zeigt ein weiterentwickeltes Instrument, gespielt von einer Dame höheren Standes. Es ist mit vier Saiten über zwei Teilungsstegen ausgestattet und somit auf eineinhalb Oktaven (diatonische Stimmung) erweitert. „Dulce Melos“ ist die Bezeichnung des Hackbretts in der lateinischen Gelehrtensprache des 15. Jahrhunderts. Sie findet sich zuerst in einer unbetitelten Handschrift des Arztes und Astronomen Heinrich-Arnold von Zwolle, verfasst um 1440 in Dijon. Behandelt sind darin Harfe, Orgel, Cembalo und Clavichord. Das außerdem erwähnte Dulce Melos sei ein Saiteninstrument, das mit einem Stab geschlagen werde („cum baculo fit contactus cordarum“). Die gleiche Bezeichnung kommt auch im „Tractatus de musica“ (verfasst ca. 1460) des Paulus Paulirinus de Praga vor. Danach war das Dulce Melos ein rechteckiges Instrument mit einer Schallöffnung, über dessen Resonanzboden Metallsaiten gespannt waren. Wenn diese mit einem Stäbchen (ligniculo) oder einem Plektrum (penna) angeschlagen würden, ergäben sich die süßesten Töne und Klänge.
Ein Altarblatt des holländischen Malers Jacob Cornelisz. van Oostsanen bezeugt bereits 1512 die wechselweise Saitenführung über einen Teilungssteg und durch dessen Öffnungen hindurch. Auch das oben gezeigte Bild von Virdung (1511) lässt diese Saitenführung erahnen.

## Verbreitung

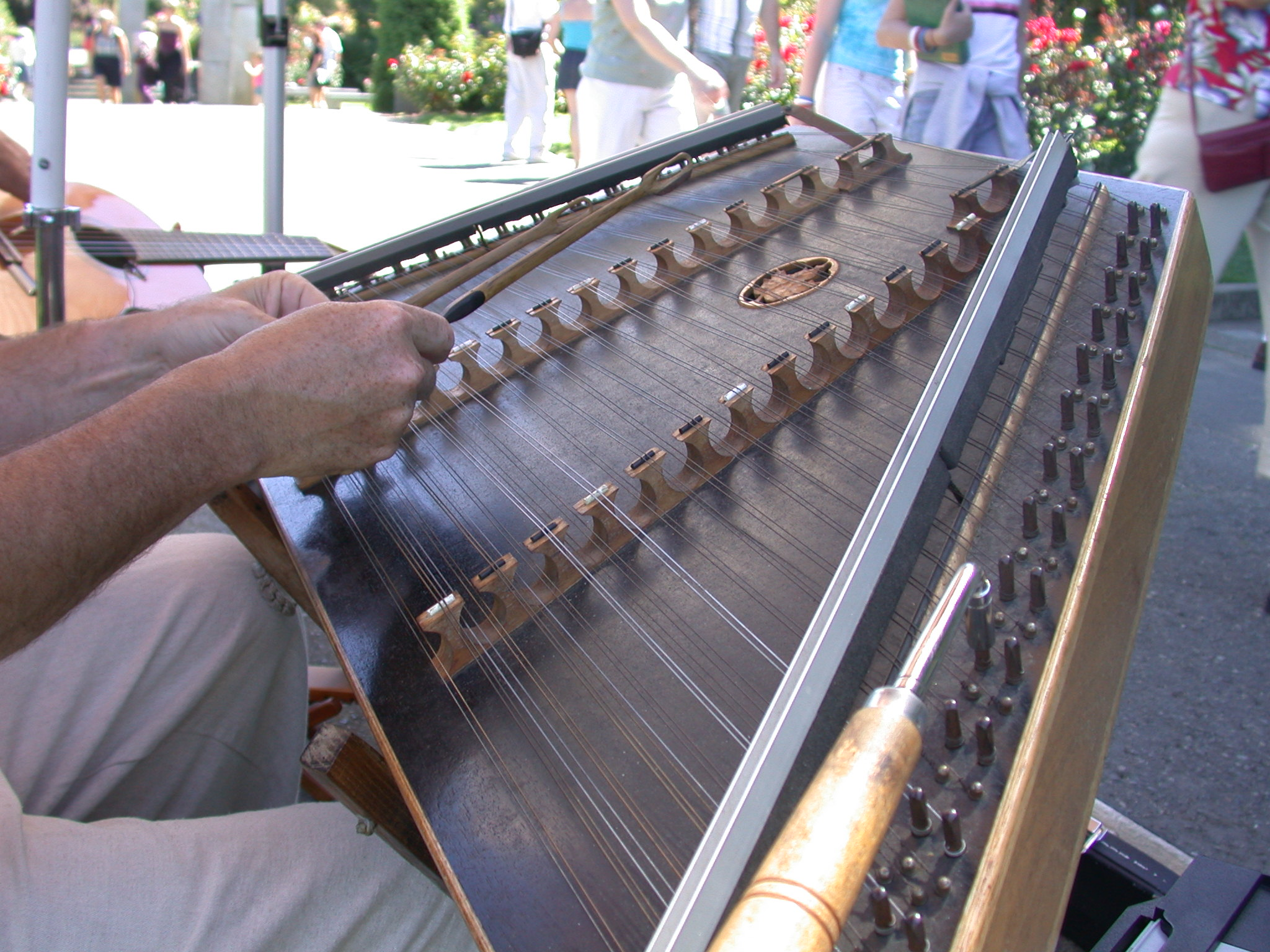
Ein diatonisches Hackbrett englischer Bauart (hammered dulcimer)

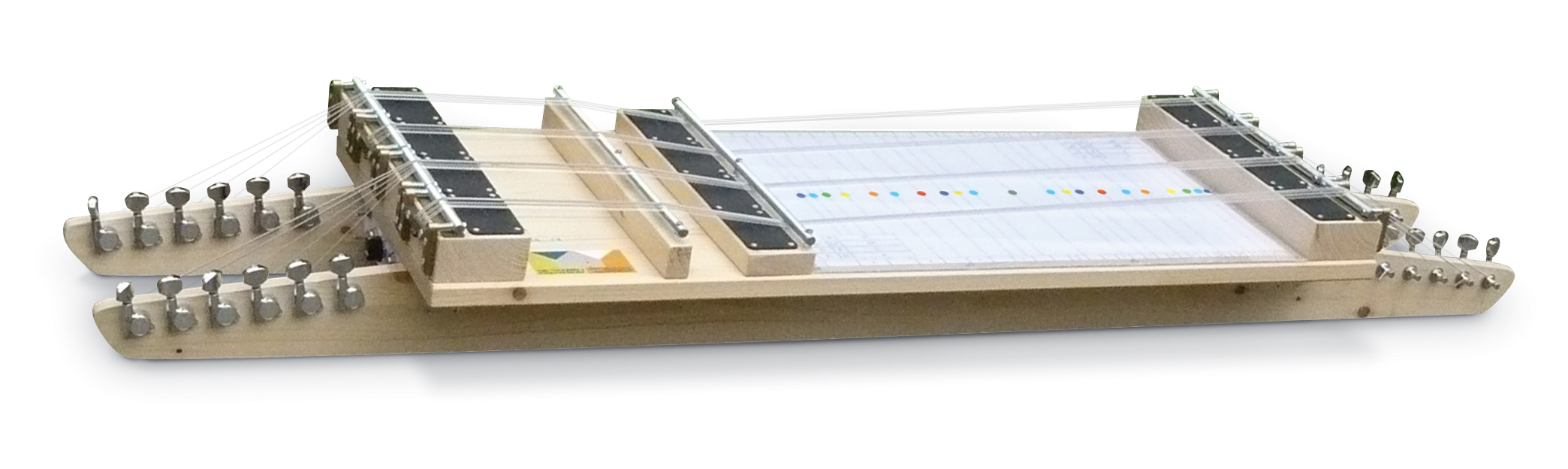
Ein E-Hackbrett

Unter der Bezeichnung Dulcimer ist das Hackbrett 1470 in England nachweisbar, die amerikanische Variante hammered dulcimer ist seit Anfang des 18. Jahrhunderts bekannt. Sie unterscheidet sich vom Appalachian dulcimer, einer schlanken, amerikanischen Bordunzither. Das persische Hackbrett Santur wurde im 17. Jahrhundert erstmals dargestellt, sein Name ist jedoch älter. In den 1950er-Jahren fand der Santur Eingang in die nordindische klassische Musik. Das thailändische Hackbrett heißt Khim. Ab dem 18. Jahrhundert gelangten mit Schlägeln geschlagene Kastenzithern wahrscheinlich von Europa nach China (Yang-Qin). Eine andere Theorie besagt, dass die iranische Variante des Hackbretts (Santur) den Landweg über Zentralasien eingeschlagen habe. Dem steht jedoch entgegen, dass die Wirbel des Yang-Qin wie beim europäischen Hackbrett auf der abgeschrägten Deckplatte angebracht, beim iranischen wie beim irakischen Santur jedoch an der Flanke angebracht sind. Von China aus verbreitete es sich weiter nach Korea (Yanggum), Japan (Sangen Dakin), Vietnam und Kambodscha (Khîm).
Das osteuropäische Zymbal (cimbal, cimbalom) ist erstmals Mitte des 16. Jahrhunderts in Ungarn belegt. Es wurde seit 1637 auch von jüdischen Wandermusikanten genutzt, die in Prag die böhmische Cymbaltradition anstießen. Im Verlauf des 17. Jahrhunderts brachten Wandermusikanten unterschiedlicher Provenienz das Instrument als Bandura in die Ukraine und nach Belarus. Die Entwicklung des zu seiner Zeit legendären pantalonischen Cymbals 1697 von Pantaleon Hebenstreit fußte auf böhmischer Tradition. Es war etwa viermal so groß wie das normale Hackbrett, hatte einen doppelten Resonanzboden und verwendete sowohl Metall- als auch Darmsaiten.
1717 fasste das englische Dulcimer an der Küste Nordamerikas Fuß, gleichzeitig wurde es in China als Yangqin (yang ch'in, fremde Zither) adaptiert. Währenddessen fand das Hackbrett in der Gestalt des Salterio (salterio tedesco, wörtlich „deutsches Psalterium“) Eingang in die italienische und spanische Barockmusik. Nach zögerlichen Anfängen kam das Hackbrett im Verlauf des 18. Jahrhunderts in einigen Regionen Österreichs (Kärnten, Salzkammergut, Osttirol und Steiermark) sehr in Mode.
1874 erfand Venczel József Schunda in Budapest das in kürzester Zeit sehr erfolgreiche Pedalcimbalom in chromatischer Stimmung und einem Saitenaufbau ähnlich dem Salzburger Hackbrett. Kurz vor dem Zweiten Weltkrieg entwickelten der Salzburger Tobi Reiser und der Instrumentenbauer Heinrich Bandzauner ein vollchromatisches Hackbrett ohne Teilungsstege, das zu den 6-plus-6-Instrumenten zählt.

## Etymologie
Die in den verschiedenen Ländern gebräuchlichen Bezeichnungen für Hackbrett lassen sich in Gruppen ordnen:
1. „Hackbrett“ deutet einerseits auf die Schlagtechnik, andererseits auf die Bauform: hakkebord oder hakbord (niederländisch), hakkebraedt (dänisch), hackbräde (schwedisch).
2. Hammered dulcimer ist die Anglisierung von dulce melos und bedeutet „lieblicher Klang“
3. Auf Schlagtechnik wie bei den Pauken (tympani) deuten: tympanon (französisch), timpan oder tiompan (irisch).
4. Schlagtechnik wie bei Zimbeln (lateinisch cimbala, cymbala): cymbale (französisch), cymbali (russisch), cymbalki (polnisch), cimbalo (serbokroatisch), cimbolai (litauisch), cimbalom (ungarisch); vergleiche Cembalo.

Die traditionelle italienische Bezeichnung Salterio Tedesco (wörtlich „deutsches Psalterium“) für das Hackbrett deutet auf die in Italien verbreitete Meinung hin, das eigentlich gezupfte Psalterium würde nördlich der Alpen vorwiegend geschlagen.

## Alpenländische Formen
- Steirisches Hackbrett: diatonisch gestimmt, mit Quinten- und Bass-Steg. Spielt in der Tanzmusik vor allem als Rhythmus- und Harmonie-Instrument eine wichtige Rolle. Der Quintensteg teilt die darüber gespannten Saiten im Verhältnis 2 zu 3. Auf derselben Saite erklingt also rechts etwa ein c, links ein g. Das oben abgebildete Hackbrett von Virdung zeigt 1511 bereits diesen Aufbau. Ähnlich aufgebaut ist auch das Walliser Hackbrett. Gespielt wird es mit blanken (oder mit Leder belegten) Holzschlegeln.
- Slowenisches Hackbrett: ähnlich dem Steirischen Hackbrett aufgebaut.
- Osttiroler Hackbrett: diatonisch gestimmt, jedoch höherer und größerer Korpus, schwerere Stahlsaiten als das Steirische Hackbrett. Mit kleinen, zusätzlichen Stegen ausgestattet („Schneller“, „Pedale“ oder Leittonscharniere genannt), kann man rasch mit der Hand einen Saitenchor durch Verkürzung um einen halben Ton höher stimmen.
- Appenzeller Hackbrett (Schweiz): Beim Appenzeller Hackbrett sind die Saiten zur Hälfte durch einen Steg teils in Quinten und teils in Sexten aufgeteilt und insgesamt chromatisch angeordnet. Es wird mit speziellen Klöppeln geschlagen, genannt "Ruten".
- Salzburger Hackbrett: chromatisch gestimmt. Für die Alpenländische Volksmusik vom Salzburger Volksmusikanten Tobi Reiser und dem Instrumentenbauer Heinrich Bandzauner neu entwickelt (nach Bericht Reiser ca. 1920 bei einem steirischen Holzarbeiter gesehen) und 1927 nach dem Vorbild eines Osttiroler Hackbretts (38 Kilogramm schwer, der Korpus mit Eisenstangen verstärkt) umgebaut: Statt diatonischer hat es eine chromatische Stimmung, bei der die Saiten wie die Tasten bei der Neuklaviatur von Heinrich Josef Vincent angeordnet sind. Statt der blanken Holzschlegel hat es mit Filz belegte. Es findet als leiseres Instrument vor allem in der sogenannten „Stubenmusik“ Verwendung.[3][4]
- Walliser Hackbrett (Schweiz): Das Walliser Hackbrett ist diatonisch gestimmt mit Quinten- und Bass-Steg. Das Grundprinzip ist gleich wie beim Steirischen Hackbrett. Ein raffinierter Mechanismus ermöglicht es, zusätzlich die Länge aller Seiten so zu verkürzen, dass sie einen halben Ton höher klingen. So ist es ohne weiteres möglich, in allen verschiedenen Tonarten oder auch chromatisch zu spielen.

## Kompositionen in der Kunstmusik des 18. Jahrhunderts
- Christoph Willibald Gluck schrieb zwei Hackbrett-Partien in seiner Oper Le cadi dupé (Der betrogene Kadi, 1761).
- Paolo Salulini: Concerto G-Dur für Salterio, Streicher und Continuo (1751)
- Niccolò Jommelli: Sinfonia G-dur für Salterio, Streicher und Continuo
- Leopold Mozart setzte in seiner Sinfonia D-Dur Die Bauernhochzeit (1755) das Hackbrett nicht konzertant, sondern zur Erzeugung des bäuerlichen Kolorits ein. Er schrieb an seinen Verleger in Augsburg: „Hier ist die ‚Bauernhochzeit‘ … Es wäre gut, wenn sie auch ein Hackbrett oder Cymbal darbei hätten …“. In diesem Stück sind auch Drehleier und Dudelsack vorgesehen.
- Carlo Monza: Sonate C-Dur und G-Dur für Hackbrett und Continuo
- Melchior Chiesa: Sonate G-Dur und C-Dur für Hackbrett und Continuo
- Antonio Vivaldi schrieb eine Salterio-Partie für die Arie „Ho nel petto un cor si forte“ seiner Oper Giustino (1724).

Mit der Erfindung des Hammerklaviers, dessen Mechanik das Anschlagen von Saiten mittels eines Hämmerchens übernahm, verschwand das Hackbrett für einige Zeit aus der europäischen Kunstmusik.

### Kompositionen in der neueren Kunstmusik
In einigen Stammregionen des Hackbretts, z. B. Ungarn, Belarus und Oberbayern schrieben und schreiben akademische Komponisten für das Instrument, zum Beispiel:
- Igor Strawinsky (1882–1971): Ragtime und Renard für Ensembles mit Zymbal
- Zoltán Kodály (1882–1967): Háry János Suite für Orchester mit Zymbal
- Günter Bialas (1907–1995): Kleine Suite (1990) für 2 Hackbrettspieler
- Bertold Hummel (1925–2002): Fantasia poetica (in memoriam Wolfgang Borchert) für Hackbrett und Viola. – Werkeinführung: Werkbeschreibungen Opus 101B
- György Kurtág (* 1926): Kammermusikwerke mit Zymbal
- Peter Kiesewetter (1945–2012): Kammermusikwerke mit Hackbrett-Instrumenten; zusammen mit der Interpretin Birgit Stolzenburg (* 1959) und dem Instrumentenbauer Klemens Kleitsch Entwicklung eines Kontrabass-Hackbretts
- Roland Leistner-Mayer (* 1945): Trio für Hackbrett, Klarinette und Violoncello op. 85 (1995), Six aveux d'amour für Hackbrett solo (op. 93, 1997), Poem VII für Hackbrett und Viola (op. 96, 1998), Auf dem Abenteuerspielplatz. 14 Hackbrett-Duette für Schüler und Lehrer (op. 100, 1998), Eine musikalische Donaureise. 9 Stücke für Hackbrett-Duo (op. 103, 1999), Fleur parmi Èpines für Hackbrett, Klarinette, Viola und Kontrabass (op. 122, 2004), Impromptu für Herbert Baumann für Hackbrett und Klavier (op. 118d, 2005), Concertino semiserio für 4 Hackbretter und Blockflötenquartett (op. 236, 2008), Concertino für Hackbrett und Streichorchester op. 125 (2005/09); alle diese Werke Leistner-Mayers sind im Schweinfurter Verlag Vogt & Fritz erschienen.
- Nikolaus Brass (* 1949): No I (1997) für Flöte, Oboe, Klarinette, Schlagzeug, Hackbrett, Klavier, Violine, Viola und Violoncello
- Rudi Spring (* 1962): Invokationen und andere Kammermusikwerke mit verschiedenen Hackbrett-Instrumenten, zum Teil in naturtöniger Stimmung
- Vladimir Kuryan schrieb sein Concertino für Cembali and Streichorchester für die junge belarussische Solistin Alexandra Denisenya um; sie spielte es u. a. beim Wettbewerb Eurovision Young Musicians 2012.[5]

### Rockmusik
- Die Mittelalter-Metalband In Extremo ist bekannt für den häufigen Einsatz des Instruments.
- Beim Song Dynamite (Acoustic Version) der Hard-Rock-Band Formosa ist das vom Schlagzeuger Paris Jay gespielte Hackbrett das Hauptinstrument neben zwei Akustikgitarren.[6]
- John Barry hat in der Titelmelodie der Fernsehserie The Persuaders (deutscher Titel Die 2), welche durch das Mitwirken von Roger Moore und Tony Curtis bekannt wurde, ein Hackbrett für die Hauptmelodie verwendet.
- Marillion verwenden das Instrument auf ihrem 2009 erschienenen Akustik-Album Less Is More.[7]
- Die australische Band Dead Can Dance verwendet für ihre Musik oft ein Hackbrett.
- Die Black-Metal-Band Botanist verwendet das elektrisch verstärkte und verzerrte Hackbrett anstelle der im Genre üblichen E-Gitarre.

### Country & Westernmusic
- Auf dem Album Silver von Johnny Cash kommt ein Hackbrett beim Titel (Ghost) Riders in the Sky zum Einsatz.

### Jazz
Im Appenzeller Space Schöttl stellte Töbi Tobler das Hackbrett in den Mittelpunkt.

### Popmusik
- Auf dem Album Post der isländischen Sängerin Björk wird sie beim Titel Cover Me einzig von einem Hackbrett begleitet.
- Impala Ray benutzt Gitarre, Percussion, Hackbrett und Tuba.
- Auf dem Leonard-Cohen-Tribute-Album von Bianca Stücker und Mark Benecke ist ein Hackbrett stilbildend eingesetzt.[8]

## Geschichte der Hackbrettpädagogik
Bis ins 17. Jahrhundert hinein sind keine pädagogischen Aktivitäten im Hackbrettbereich belegt. Auch heute noch tritt die Hackbrettpädagogik außerhalb des engeren Rahmens von Hackbrett-Liebhabern wenig in Erscheinung. Als erster professioneller Hackbrettlehrer gilt Pantaleon Hebenstreit. Selbst Autodidakt, sollte er den vom Kaiser nach Dresden gesandten Max Hellmann auf seinem von ihm in Größe und Tonumfang neu entwickelten Pantaleon ausbilden, was fünf Lehrjahre erforderte.
Im Jahr 1754 erschien das erste Lehrheft in der Geschichte des Hackbretts. Es stammte von Minguet y Irol, wurde für das südländische Salterio geschrieben und befasste sich ausschließlich mit der Technik des Zupfens. Doch kam diese Technik bereits gegen 1800 außer Gebrauch, so dass dieses Lehrwerk weitgehend überflüssig wurde.
Ab Mitte des 19. Jahrhunderts wurde im Zuge der Romantik die Bedeutung einer für das Hackbrettspiel geeigneten Pädagogik erkannt: 1848 veröffentlichte C. Haight in Amerika sein Complete System for the Dulcimer, Joszef Schunda fügte in Budapest dem von ihm 1874 vorgestellten Pedalcymbalon eine methodische Spielanleitung hinzu und 1886 veröffentlichte C. Roylance in London sein Heft How to Learn the Dulcimer.
Danach verlangsamte sich dieser Aufschwung wieder: Um 1920 wurde in China die Hackbrettschule Yue-diao-qin-zue-bian gegründet, und in Belarus wurde eine Hackbrettschule nach dem Zweiten Weltkrieg eingerichtet.
1951 brachte Walter Kainz aus Voitsberg erstmals ein Schulwerk für das steirische Hackbrett in mehreren Auflagen heraus: Hackbrett-Fibel. Eine Anleitung zum Schlagen des steirischen Hackbrettes. Dieses Schulwerk wurde später von Max Rosenzopf aus Bärnbach erneuert und ergänzt.
Zu jener Zeit begann sich in Österreich und Oberbayern eine neue Art des Hackbretts zu verbreiten, die kurz vor dem Krieg von Tobi Reiser entwickelt worden war: das heute „Salzburger Hackbrett“ genannte Instrument ohne Teilungsstege und in Halbton-chromatischer Stimmung. Hierzu erschienen ab den 1960er Jahren mehrbändige Unterrichtswerke, darunter 1978 vom Münchner Hackbrettdozenten Karl-Heinz Schickhaus und anschließend von seiner Nachfolgerin Birgit Stolzenburg (Pizz und Batt, Band 1–4,1997/98).
1979 brachte Peter Pickow ein Lehrwerk heraus: Hammered Dulcimer. A complete guide to the hammered dulcimer for the beginning and the advanced player, Music Sales Corporation Nex Yord, London, Sydney.
1984 erschien ein weiteres englisches Lehrwerk: Playing the Hammered Dulcimer in the Irish Tradition von Karen Ashbrook im selben Verlag.
2002 erschien ein jazzpädagogisches Lehrwerk für das Salzburger Hackbrett von Günter Ebel: Swinging Strings, Band 1 – Vom Silbensprechen zur Jazzmusik, Verlag vierdreiunddreissig, München.

### Hochschulen
In Budapest, Minsk und Peking ist das Hackbrett in seiner jeweiligen landestypischen Erscheinungsform Teil des akademischen Lehrbetriebs, ebenso in Bayern und Österreich.

### Sammlungen historischer Hackbretter in Deutschland
Deutschland verfügt trotz teilweise massiver Kriegsverluste immer noch über den reichsten Bestand an historischen Hackbrettern. Das Instrumentenmuseum in Berlin besitzt nach den Kriegsverlusten zwar nur noch acht Exemplare (vor dem Krieg noch 26), das Grassi-Museum in Leipzig hingegen noch 16 von einstmals 25. Den europaweit größten Bestand kann das Germanische Nationalmuseum in Nürnberg mit 31 Exemplaren plus fünf Paar Schlägeln aufweisen. Näheres über den Bestand ist auf der Homepage des Museums zu erfahren (leider ohne jegliche Abbildung).